# Nadong
Nadong (kinesiska: 那垌乡, 那垌) är en socken i Kina. Den ligger i den autonoma regionen Guangxi, i den södra delen av landet, omkring 130 kilometer sydväst om regionhuvudstaden Nanning.
Genomsnittlig årsnederbörd är 2 752 millimeter. Den regnigaste månaden är juli, med i genomsnitt 565 mm nederbörd, och den torraste är januari, med 25 mm nederbörd.